# Ройс Шарп
Ройс Шарп (англ. Royce Sharp, 25 травня 1972) — американський плавець.
Учасник Олімпійських Ігор 1992 року.
Призер Чемпіонату світу з водних видів спорту 1994 року.
Переможець Пантихоокеанського чемпіонату з плавання 1993 року.